# Malin (Irlanda)
Malin (in irlandese Málainn) è una località della Repubblica d'Irlanda. Fa parte della contea di Donegal, nella provincia di Ulster.